# Aja Evans
Aja Evans (Chicago, 12 de mayo de 1988) es una deportista estadounidense que compitió en bobsleigh en la modalidad doble. 
Participó en dos Juegos Olímpicos de Invierno, obteniendo una medalla de bronce en Sochi 2014, en la prueba doble (junto con Jamie Greubel), y el quinto lugar en Pyeongchang 2018. Ganó una medalla de bronce en el Campeonato Mundial de Bobsleigh de 2017, en la misma prueba.

## Palmarés internacional
| Juegos Olímpicos   | Juegos Olímpicos     | Juegos Olímpicos  | Juegos Olímpicos |
| Año                | Lugar                | Medalla           | Prueba           |
| ------------------ | -------------------- | ----------------- | ---------------- |
| 2014               | Sochi (Rusia)        | Medalla de bronce | Doble            |
| Campeonato Mundial |                      |                   |                  |
| Año                | Lugar                | Medalla           | Prueba           |
| 2017               | Königssee (Alemania) | Medalla de bronce | Doble            |